# Es reiten die Toten so schnell…
Es reiten die Toten so Schnell... ( Alemán: “Los muertos viajan tan rápido…”) es el primer demo casete de la banda de Darkwave Sopor Aeternus & The Ensemble of Shadows. “Es reiten…” fue lanzado en una edición limitada, numerada a mano, de 50 copias en el año 1989. Los dos demos cassettte posteriores “Rufus” and “Till Time and Times Are Done” no han sido lanzados aún en ningún tipo de formato. Los tres han sido referidos como “The Undead-Trilogy”.

## Antecedentes
“Es reiten…” fue grabado por Anna Varney Cantodea (en aquel entonces conocida simplemente como Varney) y su compañero Holger, sus reuniones eran solo una vez al mes para grabar y posteriormente editar el casete hasta su conclusión. Cantodea agradeció a Holger por su ayuda al crear Es Reiten… especialmente ya que los dos no tenían ningún soporte económico en aquella época.
La música y las letras dan una introducción a los que sería visto como el sonido principal de Sopor Aeternus: Música inspirada en la época del barroco y el renacimiento, acompañada por la voz de Cantodea y una caja de ritmos. Como costumbre en sus primeras grabaciones, Cantodea solo grabaría las voces una vez, sin una edición posterior. “Reprise” consiste solamente de una línea hablada durante el puente de “Dead Souls”. La mayoría del contenido lírico en esta fase temprana va ligado al vampirismo, con canciones como “Stake of my Soul” y “The Feast of Blood” siendo sus más claros ejemplos. Cantodea se refiere a este tema en 1992:

"Grabamos "Es reiten die Toten so Schnell…" para expresar las profundas ataduras hacia nuestras esencias sufriendo sus vidas inmortales en la eterna oscuridad. Las letras de "The Undead-Trilogy" aluden a los vampiros, pero solo por encima, ya que ellos son un símbolo de tragedia, condenación y todo eso…"

El material de “Es reiten…” sería hecho de nuevo y regrabado para el álbum posterior “Es reiten die Toten so schnell (or: the Vampyre sucking at his own vein), mientras que la versión original sería vuelta a lanzar junto a “Voyager – The Jugglers of Jusa” y “Ehjeh Ascher Ehjeh” en la caja de rarezas Like a Corpse Standing in Desperation. El demo original aparece en el primer disco de la colección en un formato remasterizado, removiendo el siseo del casete original y mejorando el sonido, el casete incluido en el set contiene las canciones tal como fueron grabadas originalmente.

## Lista de canciones
Todas las canciones escritas y compuestas por Sopor Aeternus. Both sides contain the same songs. 
| Cassette, sides A & B |                                                                    |          |  |
| N.º                   | Título                                                             | Duración |  |
| 1.                    | «Omen Sinsitrum» ("La profecía desfavorable")                      | 2:15     |  |
| 2.                    | «Dead Souls»                                                       | 6:41     |  |
| 3.                    | «Stake of my Soul»                                                 | 1:14     |  |
| 4.                    | «Beautiful Thorn»                                                  | 5:09     |  |
| 5.                    | «Baptisma»                                                         | 5:01     |  |
| 6.                    | «The Feast of Blood»                                               | 4:07     |  |
| 7.                    | «Sopor Fratrem Mortis Est» ("El sueño es el hermano de la muerte") | 4:55     |  |
| 8.                    | «Reprise»                                                          | 0:16     |  |

## Créditos
- Varney: voces e instrumentos
- Holger: instrumentos